# Microtetrameres
Genre
Microtetrameres est un genre de nématodes de la famille des Tetrameridae.

## Liste d'espèces
D'après le Biology Catalog proposé par Joel K. Hallan en 2008, deux sous-genres sont distingués, regroupant les espèces suivantes :
Microtetrameres (Gubernacules) Rasheed, 1960
- Microtetrameres egretes (Rasheed, 1960)
- Microtetrameres mucronatus (Devamma, 1979)

Microtetrameres (Microtetrameres) Travassos, 1915
- Microtetrameres acridotheri Parukhin, 1980
- Microtetrameres aquila Schell, 1953
- Microtetrameres breviurus Devamma, 1979
- Microtetrameres bubo Schell, 1953
- Microtetrameres bucerotidi Ortlepp, 1964
- Microtetrameres canadensis Mawson, 1956
- Microtetrameres centuri Baruš, 1966
- Microtetrameres cloacitectus Oshmarin, 1956
- Microtetrameres corax Schell, 1953
- Microtetrameres corderoi Martinez-Gomez, Navarrete & Gutierrez-Palomino, 1982
- Microtetrameres creplini Vavilova, 1926
- Microtetrameres cruzi Travassos, 1914
- Microtetrameres egretes Rasheed, 1960
- Microtetrameres erythrorhynci Ali, 1970
- Microtetrameres helix Cram, 1927
- Microtetrameres heroni Mahdy & El-Ghaysh, 1998
- Microtetrameres inermis Linstow, 1879
- Microtetrameres minima Travassos, 1914
- Microtetrameres nestoris Clark, Black & Rutherford, 1979
- Microtetrameres oriolus Petrov & Tschertkova, 1950
- Microtetrameres oshmarini Sobolev, 1963
- Microtetrameres passeri Mandour, El-Naffar & Omran, 1986
- Microtetrameres pelecani (Johnston & Mawson, 1942)
- Microtetrameres proxitrema Devamma, 1979
- Microtetrameres spiculata Boyd, 1956
- Microtetrameres spiralis Seurat, 1915